# Emissió espontània

Emissió espontània: un electró cau del nivell excitat d'energia E₂ al nivell inferior d'energia E_{1} i s'emet un fotó d'energia igual a la diferència d'energies dels nivells.

L'emissió espontània és el procés pel qual un electró d'un àtom o molècula en un estat excitat cau espontàniament a l'estat fonamental (o a un estat de menor energia), amb la consegüent emissió d'un fotó. Es tracta d'un dels processos bàsics d'interacció radiació-matèria (els altres dos són l'absorció i l'emissió estimulada).
Quan un electró es troba inicialment en un estat excitat d'energia E₂, pot caure espontàniament a un nivell inferior d'energia E1 i el fotó emès tindrà una energia igual a la diferència d'energies entre el nivell inicial i el nivell final de l'electró. Per tant, la freqüència ν d'aquest fotó, segons la relació general E = hν, serà:
{\displaystyle \nu ={\frac {E_{2}-E_{1}}{h}}}
on h és la constant de Planck. A diferència de l'emissió estimulada, el fotó emès té una fase i una direcció aleatòria, sense cap relació amb la dels fotons emesos abans o després.
En un grup de N àtoms o molècules en estat excitat, la velocitat a què es produeix el procés d'emissió espontània (i, per tant, l'emissió de fotons) és donada per la relació
{\displaystyle {\frac {\partial N}{\partial t}}=-A_{21}N}
on A21 s'anomena coeficient A d'Einstein i és particular per a cada transició entre estats considerada. Per tant, el ritme d'emissió espontània és proporcional al nombre d'àtoms que queden en estat excitat. La solució d'aquesta equació diferencial és una funció exponencial, per tant, en absència d'altres processos, el nombre d'àtoms en estat excitat disminueix de forma exponencial:
{\displaystyle N(t)=N(0)e^{-t/\tau _{21}}}
on N(0) és el nombre inicial d'àtoms en l'estat excitat i τ21 és la vida mitjana de la transició, τ21 = (A21)-1.

## Emissió espontània autoamplificada
L'emissió espontània autoamplificada (SASE) és un procés dins d'un làser d'electrons lliures (FEL) mitjançant el qual es crea un feix de làser pel feix d'electrons d'alta energia. L'acció làser s'inicia des d'un petit grup a l'atzar (és a dir, soroll de tret) en el feix d'electrons en lloc de ser coherent produïda per una font làser d'entrada. Aquesta font és completament coherent transversalment a la saturació, però, pel fet que la radiació s'inicia des del soroll aleatori en moltes longituds d'ona de radiació, la coherència longitudinal de la radiació és menor que en el cas d'un amplificador però millor que la de la radiació espontània. Aquest concepte ha estat corroborat en la Spring-8 FEL al Japó, al làser d'electrons lliures (FLASH) a Hamburg i la font de llum coherent Linac (LCLS) al SLAC.